# جان بک (هنرپیشه)
جان بک (انگلیسی: John Beck؛ زادهٔ ۲۸ ژانویهٔ ۱۹۴۳) یک هنرپیشه اهل ایالات متحده آمریکا است.
از فیلم‌ها یا برنامه‌های تلویزیونی که وی در آن نقش داشته است می‌توان به آوای وحش، رولربال، آدری رز و در خواب فرو رفته اشاره کرد.